# Stormyrtjärnen (Torps socken, Medelpad, 690498-152303)
Stormyrtjärnen är en sjö i Ånge kommun i Medelpad och ingår i Harmångersåns huvudavrinningsområde. Sjön har en area på 0,122 kvadratkilometer och ligger 421,1 meter över havet. Stormyrtjärnen ligger i Stormyrskogen Natura 2000-område. Sjön avvattnas av vattendraget Skansån (Lillån).

## Delavrinningsområde
Stormyrtjärnen ingår i det delavrinningsområde (690462-152301) som SMHI kallar för Utloppet av Stormyrtjärnen. Medelhöjden är 444 meter över havet och ytan är 0,86 kvadratkilometer. Det finns inga avrinningsområden uppströms utan avrinningsområdet är högsta punkten. Skansån (Lillån) som avvattnar avrinningsområdet har biflödesordning 2, vilket innebär att vattnet flödar genom totalt 2 vattendrag innan det når havet efter 107 kilometer. Avrinningsområdet består mestadels av skog (78 procent). Avrinningsområdet har 0,12 kvadratkilometer vattenytor vilket ger det en sjöprocent på 14,1 procent.